# مقطع
مَقطَع یا خِتام یا مُختَم در شعر کهن فارسی به آخرین بیت غزل یا قصیده می‌گویند. شعرا مَقطع را بر بیتی می‌گویند که در پایان اشعار واقع و بدان ختم شود.
شاعر اگر در انتخاب لفظ و معنی در پایان شعر، دقت و حُسنِ سلیقه به‌کار ببرد، به‌طوری‌که حاصل آن دلنشین و جذاب شود، اثری خوب و خاطره‌انگیز در شنونده برجای خواهد گذاشت. در این‌صورت، در علم بدیع از آن به حُسنِ مقطع و حُسنِ ختام یاد می‌کنند.
| سر دشمنان تو – استغفراﷲ         |  | که خود، دشمنان تو را سر نباشد– |
| نثار سُم مَرکبت باد، اگرچه        |  | نثاری از این کم‌بهاتر نباشد     |
| سخن بر سر دشمنت قطع کردم        |  |                                |
| که مَقطع از این بیت، خوش‌تر نباشد |  |                                |